# Lapptjärnen (Stensele socken, Lappland, 724838-154111)
Lapptjärnen är en sjö i Storumans kommun i Lappland och ingår i Umeälvens huvudavrinningsområde.